# La Laguna (Córdoba)
La Laguna es una localidad situada en el departamento General San Martín, al sudeste de la capital de la provincia de Córdoba, Argentina. Es un típico pueblo surgido por la llegada de inmigrantes europeos, mayormente italianos provenientes del Piamonte, a la región pampeana cordobesa.
Está compuesta por 1609 habitantes y se encuentra situada sobre la intersección de las rutas provinciales RP 4 y RP 6.
Dista de la Ciudad de Córdoba en 190 km, aproximadamente.
La fiesta patronal se celebra el día 15 de octubre, en honor a Santa Teresa de Jesús.

## Economía
La principal actividad económica es la agricultura y ganadería.
La cooperativa de servicios La Laguna Ltda. se encarga de brindar en la población, los servicios de agua potable, electricidad, gas, televisión por cable, teléfono e Internet.

## Geografía

### Clima
El clima es templado con estación seca registrándose una temperatura media anual de 25º aproximadamente. En invierno se registran temperaturas inferiores a 0º y superiores a 35º en verano.
El régimen anual de precipitaciones es de aproximadamente 800 mm.

## Instituciones
- Club Atlético Unión Lagunense
- Cooperativa de Servicios Públicos, Vivienda y Crédito "La Laguna Limitada"
- Jardín de Infantes Rosario Vera Peñalosa
- Escuela Primaria "Gral. José de San Martín"
- Instituto Secundario Esteban Echeverría
- Parroquia Santa Teresa de Jesus
- Municipalidad de La Laguna
- Dispensario " Jacinto C. Bosco"
- Bomberos Voluntarios de La Laguna

## Parroquias de la Iglesia católica en La Laguna
| Diócesis  | Villa María           |
| --------- | --------------------- |
| Parroquia | Santa Teresa de Jesús |

## Personalidades Destacadas

### Dr. Amadeo Sabattini
En 1916, tras concluir la carrera de medicina –con una tesis doctoral sobre “Medicación hipofisiaria y sueño crepuscular en obstetricia”– eligió ser médico rural y se instaló en una aldea pequeña y polvorienta de la “pampa gringa” cordobesa: La Laguna.En un tílburi –una especie de sulky con una capotita negra–, recorrió de día y de noche las aldeas de la zona, brindando su respaldo afectivo y científico. En simultáneo, fundó –junto con el doctor Rafael Segarra Llorens, médico español que años después sería fusilado por el dictador Francisco Franco– la Biblioteca Popular, que pervive hasta la actualidad. En el otoño de 1920, Amadeo Sabattini se muda a Villa María para trabajar en el Hospital Pasteur. Por ese motivo, los aldeanos formaron una Comisión Popular de homenaje y lo agasajaron con un banquete y baile en el restaurante-hotel 20 de Septiembre.